# Krzysztof Kusiak
Krzysztof Kusiak (ur. 13 maja 1974) – polski lekkoatleta, tyczkarz.

## Osiągnięcia
Czterokrotnie był mistrzem Polski: w 1994, 1997, 1998 i 2000, a trzykrotnie wicemistrzem: w 1993, 1996 i 1999. Trzykrotnie zdobywał tytuł w hali: w 1995, 1997 i 1999. Startował w Halowych Mistrzostwach Świata w 1995 w Barcelonie oraz w Mistrzostwach Europy w 1998 w Budapeszcie, ale bez powodzenia. Reprezentował klub Lechia Gdańsk.

## Rekordy życiowe
Rekord życiowy Kusiaka to 5,70 m (11. wynik w historii polskiej lekkoatletyki) na otwartym stadionie (25 sierpnia 1998] w Nitrze) oraz 5,52 m w hali (31 stycznia 1999 w Halle (Saale))